# Katarská vlajka

Katarská vlajka
Poměr stran: 11:28

Vlajka Kataru je kaštanově hnědá s bílým svislým pruhem při žerdi, odděleným devíti zuby od hnědého pole. Vlajka má neobvyklý poměr stran 11:28, ale často se používá i v poměrech 2:3 nebo 3:5.
Zubatý okraj pole nemá žádný symbolický význam ale pouze dekorativní charakter. Od roku 1949 je barva vlajky kaštanově hnědá (před tím byla červená). Jedním z důvodů změny bylo i to, že přírodní barvivo, používané v Kataru, dostává na slunci kaštanově hnědý tón.

Rozměry katarské vlajky

## Historie
Katarský poloostrov byl dle archeologických nálezů osídlen již v době kamenné. Poté se na tomto území střídali různí panovníci, než se v 7. století dostalo pod nadvládu arabského chalífátu. Ve 13. století se Katar stal součástí Bahrajnu. Od 16. století soupeřili o toto území Portugalci, Persie, Osmanská říše a sousední emiráty. V 18. století založil kmen Banů Athán na poloostrově šejchát Katar. Vlajkou státu se stala jednoduchá vlajka s červeným listem, který byl užíván v celé oblasti Perského zálivu – červená barva byla barvou šerifů z Mekky.
V roce 1783 ovládli Katar Chálifovci (pozdější vládci Bahrajnu). V roce 1821, jako trest za pirátství, svým bombardováním Britská Východoindická společnost zcela zničila dnešní katarské hlavní město Dauhá. Obyvatelstvo bylo donuceno k útěku a v důsledku toho vznikly katarské povstalecké skupiny, usilující o nezávislost na Bahrajnu. V roce 1855 se Katar smlouvou s Velkou Británií zřekl pirátství a na znamení toho začal používat vlajku s bílým pruhem u žerdi. Na rozdíl od vlajek sousedních států byla dělicí čára mezi barvami pilovitá. Zubatý okraj pole neměl žádný symbolický význam ale pouze dekorativní charakter. Počet zubů, jejich velikost a šířka pruhu se na různých vyobrazeních liší.
V letech 1871–1916 byl poloostrov okupován Osmanskou říší a byla vyvěšována vlajka Osmanské říše, tj. červený list s bílým půlměsícem a bílou pěticípou hvězdou. 3. listopadu 1916 se stal Katar britským protektorátem a bylo obnoveno užívání vlajky z roku 1855.
V roce 1932 byl rozšířen úzký bílý pruh asi na 1/5 délky vlajky, zubatý předěl mezi barvami byl změněn na vlnitý a odstín změněn na tmavě červenou (ale ještě ne na dnešní kaštanově hnědou). Poměr stran vlajky byl 1:2. V roce 1936 byla v důsledku možné záměny s novou bahrajnskou vlajkou z roku 1934 upravena i vlajka katarská. Nová vlajka se vrátila ke světlejší červené, měla 9 bílých zubů a do bílého pruhu bylo vloženo pod sebe 10 červených kosočtverců. Do červeného pole byl vložen arabský název Kataru. Poměr stran 1:2 byl zřejmě zachován (jiný zdroj však zobrazuje nápis větší, barvu kaštanově hnědou a poměr stran 11:30).
I po změnách v roce 1936 docházelo k záměně vlajky s bahrajnskou vlajkou a s vlajkami některých emirátů Smluvního Ománu. Proto byla roku 1949 změněna barva z červené na kaštanově hnědou. Bylo to prý i proto, že přírodní barvivo, používané v Kataru, na slunci dostává kaštanově hnědý tón. Poměr stran byl stanoven na 11:30.
Roku 1960 byly z vlajky vypuštěny kosočtverce a šířka bílého pruhu se změnila na 1/3 délky vlajky při zachovaném poměru stran 11:30.
Spolu s vyhlášením nezávislosti 3. září 1971 byla vlajka mírně upravena. Poměr stran byl změněn na 11:28, bílý pruh (bez zubů) má šířku 4/14 a devět bílých zubů 1/14 délky vlajky. Kromě uvedeného poměru se užívají i vlajky s poměrem 2:3 nebo 3:5.
Vyobrazené historické vlajky z Wikimedia Commons neodpovídají přesně zdrojům informací:

Vlajka šejchátu Katar (18. století) Poměr stran: neznámý
Vlajka Osmanské říše v Kataru (1871–1916) Poměr stran: 2:3
Katarská vlajka (1916–1936) Poměr stran: 1:2
Katarská vlajka (1936–1949) Poměr stran: 11:30
Katarská vlajka (1949–1971) Poměr stran: 11:30

## Největší vlajka světa
Pří příležitosti národního dne vlajky byla v prosinci 2013 vytvořena největší vlajka světa a zapsána do Guinnessovy knihy rekordů. Katarská kaštanově-bílá vlajka byla rozvinuta v průmyslové zóně na severu hlavního města Dauhá na ploše 101 978 m2. Vlajka vážila 9,8 tun a překonala předchozí rumunský rekord o 79 tisíc m2. Později byla vlajka zrecyklována na 200 000 brašen pro školáky v 60 zemích světa.